# John Wright (monteur)
Pour les articles homonymes, voir John Wright et Wright.
John Wright est un monteur américain certifié ACE né le 4 juillet 1943 à Glendale en Californie et mort le 20 avril 2023 à Calabasas en Californie.

## Biographie
John Gordon Wright est né le 4 juillet 1943 à Glendale en Californie.
Il épouse Jane E. Hubbard le 25 septembre 1965 en Californie.
Celle qui fût son épouse pendant 57 ans, Jane Wright, mentionne au Hollywood Reporter qu'il est décédé de la métastase osseuse le 20 avril 2023 à Calabasas en Californie. Il était âgé de 79 ans.

## Distinctions
Wright a obtenu deux nominations aux Oscars du cinéma pour son travail sur À la poursuite d'Octobre rouge (1990) et Speed (1994). 
Il a travaillé à deux reprises avec Mel Gibson (La Passion du Christ (2004) et Apocalypto (2006)), et à six reprises avec John McTiernan (À la poursuite d'Octobre rouge (1990), Last Action Hero (1993), Une journée en enfer (1995), Le 13e Guerrier (1999), Thomas Crown (1999) et Rollerball (2002)).

## Filmographie
- 1976 : Acapulco Gold de Burt Brinckerhoff
- 1976 : Les Chiens fous (Dogs) de Burt Brinckerhoff
- 1978 : Le Convoi (Convoy) de Sam Peckinpah
- 1981 : Only When I Laugh de Glenn Jordan
- 1982 : Frances de Graeme Clifford
- 1984 : Prêchi-prêcha (Mass Appeal) de Glenn Jordan
- 1987 : Running Man de Paul Michael Glaser
- 1990 : À la poursuite d'Octobre rouge (The Hunt for Red October) de John McTiernan
- 1991 : Les Tortues Ninja 2 : Les héros sont de retour (Teenage Mutant Ninja Turtles II: The Secret of the Ooze) de Michael Pressman
- 1992 : Necessary Roughness de Stan Dragoti
- 1993 : Last Action Hero de John McTiernan
- 1994 : Speed de Jan de Bont
- 1995 : Une journée en enfer (Die Hard with a Vengeance) de John McTiernan
- 1996 : Broken Arrow de John Woo
- 1998 : Un cri dans l'océan (Deep Rising) de Stephen Sommers
- 1999 : Le 13e Guerrier (The 13th Warrior) de John McTiernan
- 1999 : Thomas Crown (The Thomas Crown Affair) de John McTiernan
- 2000 : X-Men de Bryan Singer
- 2002 : Rollerball de John McTiernan
- 2004 : La Passion du Christ (The Passion of the Christ) de Mel Gibson
- 2006 : Les Chemins du triomphe (Glory Road) de James Gartner
- 2006 : Apocalypto de Mel Gibson
- 2008 : The Incredible Hulk de Louis Leterrier
- 2010 : Secretariat de Randall Wallace
- 2013 : A Belfast Story de Nathan Todd
- 2014 : Et si le ciel existait ? (Heaven Is for Real) de Randall Wallace